# 今泉隆雄
今泉 隆雄（いまいずみ たかお、1947年3月22日 - 2013年12月31日）は、日本の歴史学者（日本史）。

## 人物
福島県郡山市生まれ。1969年東北大学文学部国史学科卒業、1972年同大学院文学研究科博士課程中退。1994年「古代宮都の研究」で東北大学文学博士。
1972年奈良国立文化財研究所文部技官、1983年東北大学文学部助教授、教授、2010年定年退官、名誉教授、東北歴史博物館館長。
作曲家で参議院議員を務めたいずみたくの本名と同名だが、全くの別人である。

## 著書
- 『古代宮都の研究』吉川弘文館 1993
- 『古代木簡の研究』吉川弘文館 1998
- 『古代国家の東北辺境支配』吉川弘文館 2015
- 『古代国家の地方支配と東北』吉川弘文館 2017

### 共著
- 『宮城県の歴史』大石直正、渡辺信夫,難波信雄共著 山川出版社 県史 1999

### 記念論集
- 『杜都古代史論叢 今泉隆雄先生還暦記念論文集』今野印刷 2008

## 論文
- 今泉隆雄